# ألان غودريش كيرك
ألان غودريش كيرك (بالإنجليزية: Alan Goodrich Kirk)‏ هو عسكري ودبلوماسي أمريكي، ولد في 30 أكتوبر 1888 في فيلادلفيا في الولايات المتحدة، وتوفي في 15 أكتوبر 1963 في نيويورك في الولايات المتحدة.

## وصلات خارجية
- ألان غودريش كيرك على موقع الموسوعة البريطانية (الإنجليزية)
- ألان غودريش كيرك على موقع مونزينجر (الألمانية)
- ألان غودريش كيرك على موقع إن إن دي بي (الإنجليزية)